# Tomáš Julínek
Tomáš Julínek (ur. 7 listopada 1956 w Brnie) – czeski polityk i lekarz, senator, działacz Obywatelskiej Partii Demokratycznej (ODS), w latach 2006–2009 minister zdrowia w dwóch rządach Mirka Topolanka.

## Życiorys
W 1982 ukończył studia lekarskie na Uniwersytecie Masaryka, uzyskał specjalizację z anestezjologii i resuscytacji. Od 1982 zatrudniony jako lekarz, w latach 1994–1998 był dyrektorem szpitala Nemocnice Ivančice. Od 1992 związany również z samorządem zawodowym, zasiadał we władzach Czeskiej Izby Lekarskiej.
W 1996 wstąpił do Obywatelskiej Partii Demokratycznej. W 1998 i 2004 uzyskiwał mandat senatora, przewodniczył klubowi senackiemu swojego ugrupowania. We wrześniu 2006 został mianowany ministrem zdrowia, zastępując na tym stanowisku Davida Ratha. W styczniu 2009 zdymisjonowany i zastąpiony przez Danielę Filipiovą. W 2010 nie został ponownie wybrany do Senatu, przegrywając w drugiej turze głosowania z kandydatem socjaldemokratów. Został później m.in. doradcą wiceministra zdrowia i prezesem fundacji Dobrá volba.